# Ignacio Sanuy
Ignacio María Sanuy Simón (Lérida, 29 de noviembre de 1925 - Madrid, 7 de octubre de 1995) fue un Periodista, jurista y crítico e historiador musical, propagandista del europeísmo.

## Biografía
Cursa la carrera de Derecho en la Universidad de Barcelona. Escribe para "La Mañana" de Lérida y en Radio Lérida dirige un programa para dar a conocer la música francesa (Debussy, Ravel, Satie, Fauré, Poulenc) y su relación con la música española (Falla, Granados, Viñes etc), en colaboración con el Instituto Francés de Barcelona. Sus primeras publicaciones versarán sobre música e ilerdenses ilustres. Amplia estudios en París, con una beca del gobierno francés. Fue profesor ayudante en la Facultad de Derecho Comparado de Luxemburgo. En 1957 el régimen cambia de orientación con la llegada del equipo de tecnócratas. Ignacio Sanuy empieza a publicar artículos y pronunciar conferencias sobre el Mercado Común. Será corresponsal itinerante de varios periódicos en ese campo. Publicará por primera vez en España entrevistas con personalidades de la Comisión Europea como Piero Malvestiti, uno de los fundadores de la Democracia Cristiana italiana.
En mayo de 1960 pronuncia una conferencia en la asamblea de la Europa Federal celebrada en Berlín. Fue uno de los organizadores de los cursos "Europa en el mundo actual" que se celebraron en la Universidad Internacional Menéndez Pelayo de Santander durante los años 61 a 65. Obtiene en 1966 la primera beca del Consejo de Europa otorgada a un español. Destinado en Bruselas, entre 1967 y 1974, como corresponsal de Arriba y de Pyresa, se incorpora en 1974 a Radio Exterior de Radio Nacional de España y fue el colaborador habitual de programas populares como "La Radio es Suya", "Frontera", "Escrito en el Aire" y dirigió "El defensor del oyente". Fue profesor en el Departamento de Música de la Universidad Autónoma de Madrid y colaborador de la Real Academia de Jurisprudencia y Legislación. La mayor parte de sus trabajos están dispersos en forma de artículos y en los programas de Radio Nacional de España. 
Falleció en Madrid el 7 de octubre de 1995.

## Obra
- Cartas de Wilton Park, Madrid, Seminario Central de Estudios Europeos, 1966
- Europa desde aquí, Madrid, Ediciones OID, 1964
- Europa a la vista, Madrid, Osca, 1963
- Europa para la juventud, Madrid, Doncel, 1962
- Europa: desde el miedo a la esperanza, Madrid, Estades, 1961
- Una universidad para Europa, Madrid, Delegación Nacional de Organizaciones del Movimiento, 1961
- "Contenido político en las Instituciones de las Comunidades Europeas", en Europa a los diez años del Plan Schuman, Madrid, Osca, 1960
- Ramón Carnicer i Batlle, Lérida, Instituto de Estudios Ilerdenses, 1958.
- Notas biográficas sobre Emilio Pujol, Lérida, Instituto de Estudios Ilerdenses, 1952
- Magín Morera, poeta leridano, Lérida, Imp. Escuela Provincial, 1948.

## Colaboraciones en obras colectivas
- Coordinador del Catálogo del archivo de música del Palacio Real de Madrid, director José Peris Lacasa, redactores Begoña Lolo Herranz et al., Madrid, Patrimonio Nacional, 1993 ISBN 84-7120-161-5
- Edición crítica de la obra de Ricardo Viñes, Tres aristócratas del sonido: (semblanzas de Debussy, Satie y Ravel); reedición, estudio preliminar y notas de Ignacio Mª Sanuy, Lérida, 1949
- Eugenio d'Ors: cuatro obras reeditadas con motivo de su centenario, María José Martínez, Xavier Domingo, Jaime Ferrán, Ignacio Mª Sanuy, María Eugenia Rincón y Carmen Bravo Villasante, Biblioteca Nacional, 24 de noviembre de 1981

## Algunos artículos
- "Madrileños no nacidos en Madrid: el poeta leridano Magín Morera y Galicia, Torre de los Lujanes, ISSN 1136-4343, 1989 (13), págs. 46-57
- "Derecho Internacional, Comunidad y Unión Europea", en ICADE: Revista de las Facultades de Derecho y Ciencias Económicas y Empresariales, ISSN 0212-7377, 1987, (10), págs. 193-195